# 吉田高章
吉田 高章（よしだ たかあき、1928年2月4日 - 1996年1月12日）は、日本の経営者。ブルボン社長を務めた。新潟県出身。

## 経歴
1946年に大連経済専門学校工業経営科を卒業し、1950年に北日本食品工業(のちのブルボン)に入社。1953年に常務に就任し、1955年に専務を経て、1964年9月には社長に就任。
1996年1月12日心筋梗塞のために死去。67歳没。